# Xã El Paso, Quận Woodford, Illinois
Xã El Paso (tiếng Anh: El Paso Township) là một xã thuộc quận Woodford, tiểu bang Illinois, Hoa Kỳ. Năm 2010, dân số của xã này là 3.459 người.